# 先进斯特林放射性同位素发电机

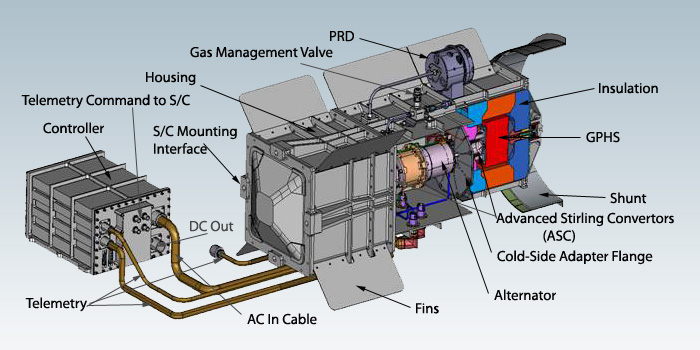
先进斯特林放射性同位素發电机剖面图

先进斯特林放射性同位素發电机(Advanced Stirling radioisotope generator)，简称：ASRG，是美国宇航局格伦研究中心首次开发的放射性同位素发电系统。它使用斯特林能量转换技术将放射性衰变热转换成供航天器使用的电能。该种发电机采用的能量转换过程比以前的放射性同位素系统效率高出四倍，只需使用其他类似发电机四分之一的钚-238就能产生出相同的电力。
尽管先进斯特林放射性同位素发电机的飞行开发合同于2013年已被终止，但美国宇航局仍继续对私人公司进行小型投资试验，预计到2028年基于斯特林发电机的飞行装置将准备就绪。

## 开发
2000年，在美国能源部（DoE）、洛克希德·马丁航天系统公司和美国宇航局格伦研究中心（GRC）斯特林研究实验室的联合赞助下，开始为未来可能的太空任务进行开发。
2012年，美国宇航局为发现12号行星际飞行任务选择了使用太阳能供电的任务（洞察号），否则计划在2016年的发射就需要一套放射性同位素发电系统，但该任务后来被推迟到2018年。
美国能源部在2013年底取消了洛克希德公司的合同，当时的成本已经上升到2.6亿美元以上，比最初的预期高出1.1亿美元，同时还决定利用剩余的项目硬件建造和测试第二台样机用于测试和研究，该样机于2014年8月完成收尾，并被运至格伦研究中心。2015年进行的测试显示，该系统仅运行175小时后，功率波动就变得更频繁，变化幅度也更大[8]。
美国航天局也需要更多的资金来继续生产钚-238，用于现有为同时期远程探测器任务供电的“多任务放射性同位素热能发电机”，所以决定利用取消先进斯特林发电机节省出的资金来维持，而非从科学任务中获得拨款。
尽管先进斯特林放射性同位素发电机的飞行开发合同已终止，但美国宇航局仍继续对太阳能源公司（SunPower）和英菲尼亚公司（Infinia）开发的斯特林转换器技术进行少量的投资测试。此外还有洛克希德公司提供的装置和先进冷却技术公司提供的可变热导热管，预计基于斯特林技术的飞行准备装置要到2028年才能问世。

## 规格
斯特林循环的转换效率高于之前任务（海盗号、先驱者号、旅行者号、伽利略号、尤利西斯号、卡西尼号、新视野号和火星科学实验室）中所用的放射性同位素热能发电机，这是该种发电机具有的极大的优势，即二氧化钚燃料可减少了四倍，质量只为同位素热能发电机（RTG或MMRTG）的一半，且只需以前发电机所用四分之一的钚燃料就可产出140瓦的电力。
二台已完成样机具有以下预期规格:
- ≥14年寿命
- 额定功率：130瓦
- 质量：32千克（71磅）
- 系统效率：≈26%
- 二氧化钚238的总质量：1.2千克（2.6磅）
- 钚封装在两台通用热源（“钚238块”）模块中
- 尺寸：76厘米×46厘米×39厘米（2.5英尺×1.5英尺×1.3英尺）

## 飞行提议
先进斯特林放射性同位素发电机可安装在各种各样的飞行器上，从轨道飞行器、着陆器和漫游车到气球及行星际飞船。其中一项提议使用该型发电机的探索任务是时间号着陆器，该任务主要为探测土星最大的卫星-土卫六，计划于2015年1月}}或2023年发射。但2009年2月，美国宇航局/欧空局宣布，在土卫六－土星系统任务（TSSM）之前（可能也包括“时间号”任务)将优先考虑木卫二－木星系统任务（EJSM/Laplace）。2012年8月，时间号在2016年发现级提案评选中也输给了洞察号火星着陆器。
天王星轨道探测器任务计划使用三台先进斯特林放射性同位素发电机为天王星系统的轨道飞行器提供动力。另一项使用先进斯特林放射性同位素发电机的天王星探测器概念是缪斯号（MUSE），它被评估为欧空局 L级任务和增强版新疆界任务 。木卫二－木星系统任务任务也建议使用四台先进斯特林放射性同位素发电机为木星系统的轨道飞行器提供动力，另一项可能使用该种发遇机的任务则是火星间歇泉跳跃者。
2013年，曾提议为研究木卫一的新疆界计划第4次任务-火探测器上搭载三台先进斯特林放射性同位素发电机。